# 박창진
박창진(朴창진, 1971년 6월 28일, 경상남도 거제시 ~ )은 대한민국의 대한항공 소속의 승무원 출신이며, 대한항공 086편 회항 사건의 피해자이다. 현재는 노동 운동가 및 사회 활동가로 활약중이다. 정의당 당개혁을 주장했으나 정치이념 차이와 정치를 통해 실현하고자 하는 가치의 차이로 결별하고 탈당했다.

## 학력
- 해성고등학교 졸업
- 동아대학교 관광경영학 학사
- 한양대학교 국제관광대학원 국제관광학 석사

## 경력
- 2005~2014: 대한항공 객실 사무장, 대한항공 VIP 담당 팀
- 정의당 부대표
- 정의당 국민의 노동조합특별위원장
- 2018.08~2020.01: 전국민주노동조합총연맹 전국공공운수노조 대한항공직원연대지부장
- 사단법인 바른선거시민모임중앙회 회장
- 을들의연대 대표
- 바른선거시민모임 회장
- 2024. 12.~: 더불어민주당 중앙당 부대변인

## 역대 선거 결과
| 실시년도 | 선거  | 대수 | 직책     | 선거구   | 정당   | 득표수      | 득표율         | 순위         | 당락 | 비고         |
| -------- | ----- | ---- | -------- | -------- | ------ | ----------- | -------------- | ------------ | ---- | ------------ |
| 2020년   | 총선  | 21대 | 국회의원 | 비례대표 | 정의당 | 2,697,956표 | \| \| 9.67% \| | 비례대표 6번 | 없음 | 승계 전 탈당 |
|          | 9.67% |      |          |          |        |             |                |              |      |              |

## 소속 정당
| 소속 정당 | 소속 정당    | 소속 기간 | 비고      |
| --------- | ------------ | --------- | --------- |
|           | 정의당       | 2017~2022 | 정계 입문 |
|           | 무소속       | 2022~2024 | 탈당      |
|           | 더불어민주당 | 2024~현재 | 입당      |